# 디른들

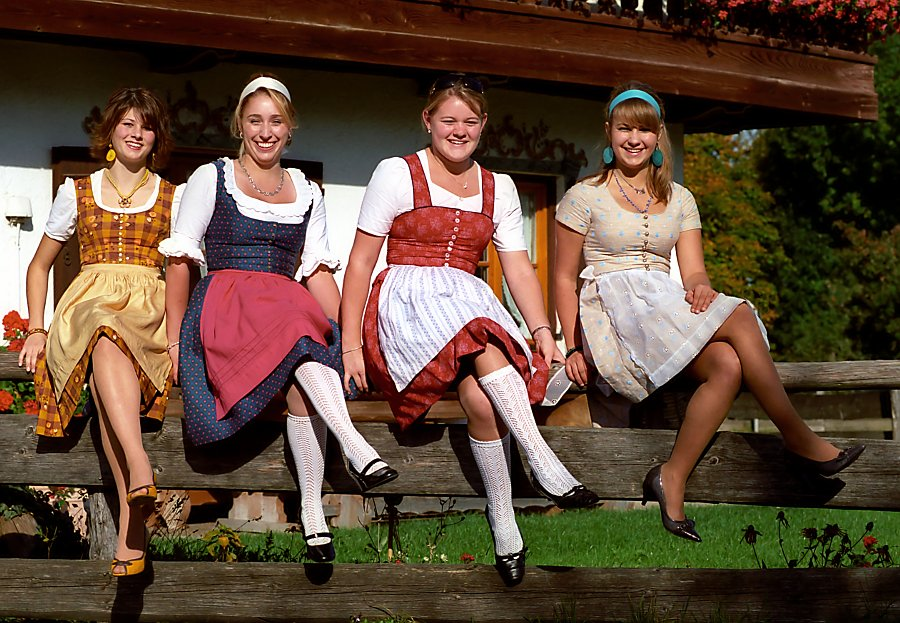
1970년대 스타일의 디른들을 입고 앉아있는 여성들

디른들(독일어: Dirndl, 독일어: [ˈdɪʁndl̩] ( 듣기))은 알프스 지방의 독일어권 국가에서 여성들이 입는 드레스이다. 전통적으로 독일 바이에른주, 오스트리아, 스위스에서 여성이 착용한다. 디른들은 목선이 낮은 밀착형 보디스, 보디스 밑에 입는 블라우스, 넓은 하이웨이스트 스커트, 앞치마로 구성되어 있다.
디른들은 일반적으로 민속 의상으로 간주되며 16세기에서 18세기 사이에 알파인 지방의 소작농들의 의복으로 발전했다. 오늘날 알프스 산맥의 독일어권 지역에서는 일반적으로 여성과 소녀를 위한 전통 드레스로 간주되며, 각 지역마다 특정 디자인이 있다. 디른들과 유사한 남성들이 입는 민속 의상으로는 레더호젠이 있다.
19세기 후반에 디른들은 상류층과 중산층이 있는 의복으로 발전했고, 이후 특정 출신이나 계급 외에도 다양한 사람들이 입기 시작했다. 그러면서 본래의 전통적인 디자인에서 다양한 변형이 생겨났다.

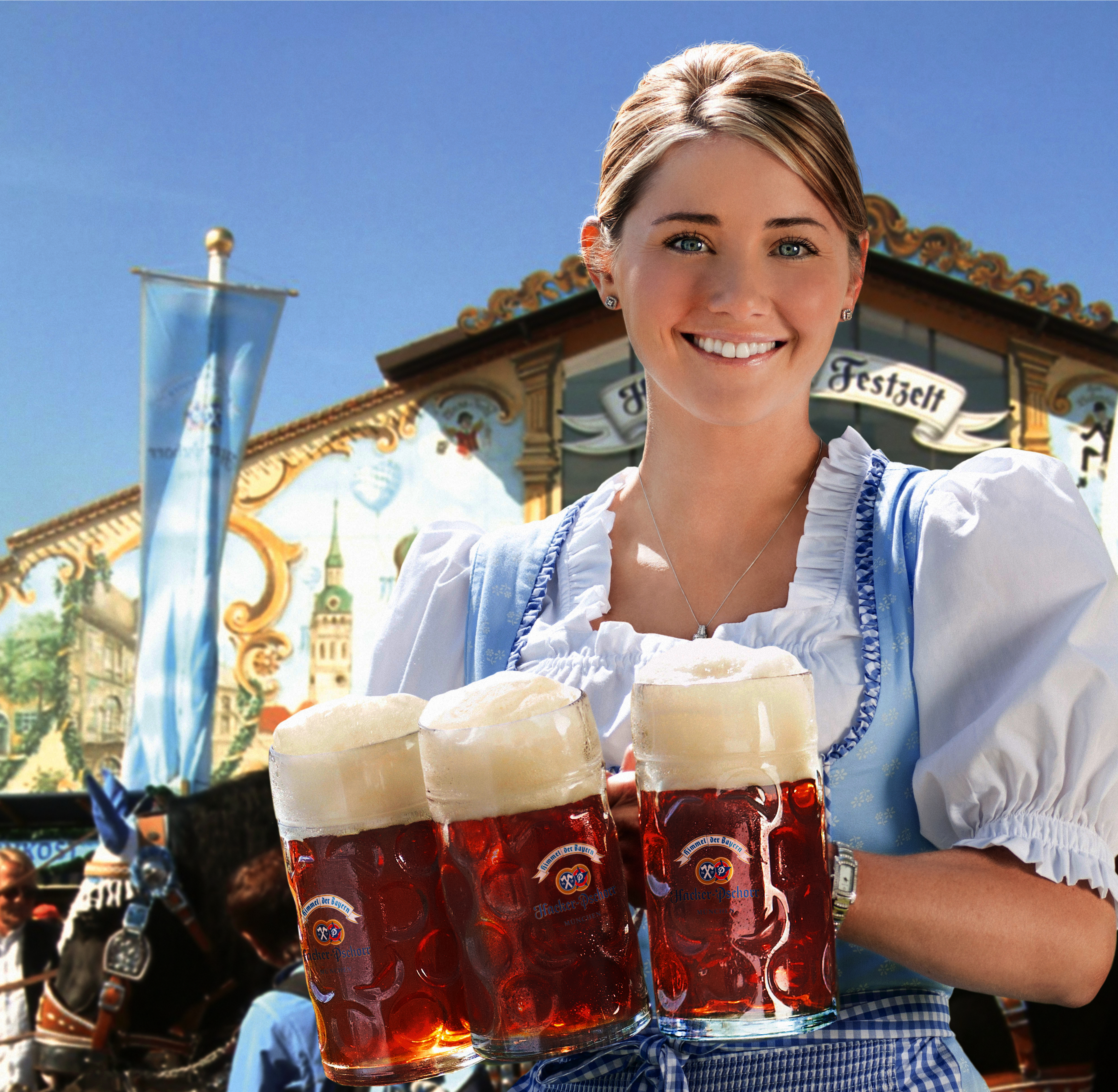
옥토버페스트에서 디른들을 입은 웨이트리스

## 같이 보기
- 레더호젠
- 옥토버페스트